# Skommartjärnen (Svärdsjö socken, Dalarna)
Skommartjärnen är en sjö i Falu kommun i Dalarna och ingår i Dalälvens huvudavrinningsområde.